# Their Greatest Hits (1971–1975)
Pour les articles homonymes, voir Greatest Hits.
Albums de Eagles
One of These Nights
(1975) Hotel California
(1976)
Their Greatest Hits (1971–1975) est la première compilation des Eagles, sortie en 1976. En 2018, la RIAA certifie qu'elle est la compilation la plus vendue aux États-Unis, avec 38 millions d'exemplaires écoulés en format physique ou streaming, soit 38 fois disque de platine (pour un total de 42 millions d'exemplaires dans le monde).

## Pistes
| 1. | Take It Easy | 3:29 |
| 2. | Witchy Woman | 4:10 |
| 3. | Lyin' Eyes   | 6:21 |
| 4. | Already Gone | 4:13 |
| 5. | Desperado    | 3:33 |

| 1. | One of These Nights   | 4:51 |
| 2. | Tequila Sunrise       | 2:52 |
| 3. | Take It to the Limit  | 4:48 |
| 4. | Peaceful Easy Feeling | 4:16 |
| 5. | Best of My Love       | 4:35 |

## Record de ventes aux États-Unis
Their Greatest Hits (1971–1975) est le premier album à avoir été certifié disque de platine par la Recording Industry Association of America (RIAA). En 2006, la compilation est certifiée 29 fois disque de platine par l'association. Thriller de Michael Jackson est le seul album a s'être vu attribuer une certification plus élevée, avec 32 disques de platine.
La compilation s'est vendue à un total de 42 millions d'exemplaires dans le monde. Un nouveau décompte effectué en 2018 désigne cette compilation comme étant le disque le plus vendu de tous les temps aux États-Unis, avec 38 millions d'exemplaires écoulés en format physique ou streaming, récupérant la place que Thriller lui avait ravie (33 millions pour ce dernier).

## Classements et certifications
| Classement (1976-1977)        | Meilleure position |
| ----------------------------- | ------------------ |
| Canada Top Albums (RPM)       | 1                  |
| États-Unis (Billboard 200)    | 1                  |
| Norvège (VG-lista)            | 8                  |
| Nouvelle-Zélande (RIANZ)      | 2                  |
| Royaume-Uni (UK Albums Chart) | 2                  |
| Suède (Sverigetopplistan)     | 31                 |

| Pays                        | Certification | Ventes     |
| --------------------------- | ------------- | ---------- |
| Australie (ARIA)            | 8 × Platine   | 560 000    |
| Canada (Music Canada)       | 2 × Diamant   | 2 000 000  |
| États-Unis (RIAA)           | 38 × Platine  | 38 000 000 |
| Hong Kong (IFPI Hong Kong), | Platine       | 20 000     |
| Royaume-Uni (BPI)           | Platine       | 300 000    |